# Павић
Павић или Павич је јужнословенско презиме, уобичајено у Хрватској и Србији. Изведено је од личног имена Павао/Паво, помоћу патронимско-творбеног суфикса -ић (-ич у Словенији).
Једно је од најчешћих презимена у двије хрватске жупаније.
Може се односити на следеће особе:
- Јосип Павић (1982), хрватски ватерполиста
- Мате Павић (1993), хрватски тенисер
- Милан Павић (1914–1986), хрватски фотограф
- Милорад Павић (писац) (1929–2009), српски књижевник
- Милорад Павић (фудбалер) (1921–2005), српски фудбалски тренер
- Никола Павић (1898–1976), хрватски књижевник
- Синиша Павић (1933), српски књижевник